# Вейс (лунный кратер)
Кратер Вейс (лат. Weiss) — крупный ударный кратер в юго-западной части видимой стороны Луны, располагающийся на южной границе Моря Облаков. Название присвоено в честь австрийского астронома Эдмунда Вейса (1837—1917) и утверждено Международным астрономическим союзом в 1935 г. Образование кратера относится к донектарскому периоду.

## Описание кратера
Ближайшими соседями кратера являются кратеры Гесиод и Питат на северо-востоке; кратер Вурцельбауэр на востоке-юго-востоке, а также кратер Чекко Д'Асколи примыкающий к юго-западной части кратера Вейс. На севере от кратера располагается борозда Гесиода, на западе – уступ Меркатора и Болото Эпидемий. Селенографические координаты центра кратера 31°46′ ю. ш. 19°35′ з. д. / 31,76° ю. ш. 19,59° з. д., диаметр 66,6 км, глубина 1  км.
Северная часть вала кратера разрушена и через образовавшийся проход чаша кратера заполнилась базальтовой лавой. Южная часть вала кратера сохранилась с частичной эрозией в некоторых местах. Высота вала кратера Вейс над окружающей местностью 1260 м, объем кратера составляет приблизительно 3800 км³.. Дно чаши кратера плоское и ровное, без приметных структур. Северная часть чаши кратера и остатки вала перекрыты сателлитным кратером Вейс Е (см. ниже). Кратер пересечен двойным лучом от кратера Тихо расположенного в нескольких сотнях километров на юго-востоке.

## Сателлитные кратеры
| Вейс | Координаты                                            | Диаметр, км |
| ---- | ----------------------------------------------------- | ----------- |
| A    | 30°38′ ю. ш. 18°41′ з. д. / 30,63° ю. ш. 18,68° з. д. | 3,9         |
| B    | 31°14′ ю. ш. 18°26′ з. д. / 31,24° ю. ш. 18,43° з. д. | 9,8         |
| D    | 30°42′ ю. ш. 20°25′ з. д. / 30,7° ю. ш. 20,42° з. д.  | 7,8         |
| E    | 31°08′ ю. ш. 19°14′ з. д. / 31,13° ю. ш. 19,24° з. д. | 16,5        |

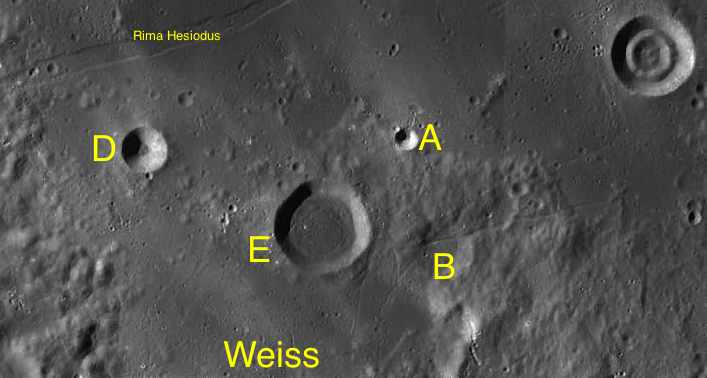
Фрагмент карты LAC-94.

- Чаша сателлитного кратера Вейс Е покрыта системой трещин (см. снимок ниже).

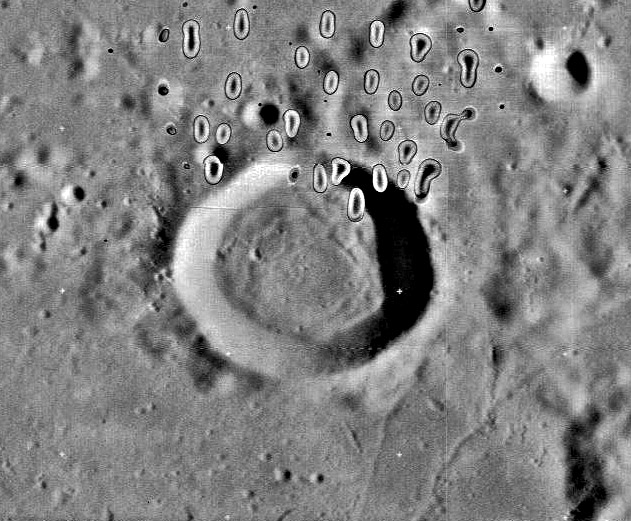
Снимок Lunar Orbiter - IV.